# Academia de las Artes y Ciencias Cinematográficas de la Argentina
La Academia de las Artes y Ciencias Cinematográficas de la Argentina és una associació civil sense fins de lucre integrada per professionals destacats de les diferents especialitats vinculades a la realització de pel·lícules. Va ser constituïda el 29 de juny de 2004, amb seu a la ciutat de Buenos Aires, Argentina, la seva fi principal és promoure el progrés de les arts i ciències cinematogràfiques i atorga anualment els Premis Sur.
Al gener de 2009 comptava amb 290 membres (281 numeraris, 6 associats i 3 d'honor). És l'encarregada de seleccionar les pel·lícules argentines que competeixen pels premis Óscar, Goya i Ariel.

## Fins de l'Acadèmia
Els fins de l'Acadèmia segons l'article 3* dels seus Estatuts són:
- (1r) Fomentar el progrés de les arts i de les ciències relacionades directament o indirecta amb la cinematografia.
- (2n) Promoure l'assistència i l'intercanvi d'informació científica, artística i tècnica entre tots els seus membres.
- (3r) Realitzar estudis i treballs sobre qüestions relacionades amb la cinematografia i arts afins.
- (4t) Facilitar a l'Administració Pública els informes que sobre matèries relacionades amb la cinematografia li siguin sol·licitats, així com proposar a la mateixa les iniciatives que l'Acadèmia estimi oportunes.
- (5è) Editar i difondre els estudis científics, artístics i tècnics que el Consell Directiu estimi convenients.
- (6è) Promoure la recerca científica en matèria de cinematografia.
- (7è) Establir intercanvis científics, artístics i culturals amb entitats similars estrangeres.
- (8è) Procurar el desenvolupament i perfeccionament de les diferents especialitats relacionades amb la cinematografia, fomentar l'intercanvi d'experiències entre els seus membres, coordinar els diferents aspectes de la seva actuació i analitzar i resoldre problemes comuns.
- (9è) Concedir premis anuals a les millors pel·lícules i treballs sobre temes de recerca científica i beques o pensions per a l'ampliació d'estudis relacionats amb la cinematografia a l'Argentina o a l'estranger.
- (10è) Qualsevol altra activitat tendent a elevar el nivell artístic, tècnic o científic dels seus membres i estimular la consciència dels ciutadans, donant a les arts cinematogràfiques el nivell artístic que mereixen, i la constructiva col·laboració entre l'Administració Pública i les persones relacionades amb les arts cinematogràfiques.

L'Acadèmia serà independent de qualsevol grup corporatiu, ideològic o polític.

## Membres de l'Acadèmia
A més dels fundadors poden ser membres numeraris de l'Acadèmia les persones que pertanyin a una o a diverses de les Especialitats admeses per l'Estatut, amb la màxima categoria professional en la mateixa i que siguin acceptats pel Consell Directiu (arts. 4* i 5* de l'Estatut). Les Especialitats i càrrecs són:
- PRODUCTORS: Productor o Productor Executiu
- GUIÓ: Guionista
- DIRECCIÓ: Director
- INTERPRETACIÓ: Actor o Actriu
- FOTOGRAFIA: Director de Fotografia
- DIRECCIÓ ARTÍSTICA: Director Artístico, Escenògraf, Vestuarista
- COMPAGINACIÓ I SO: Compaginador, Sonidista
- MÚSICA Compositor
- ANIMACIÓ I EFECTES ESPECIALS Animadors i dissenyadors d'efectes especials i digitals

de l'Acadèmia en tots els camps.
Altres categories de membres que són els d'honor (art. 7), supernumeraris (art. 8) i associats (art. 9) tots els quals són designats pel Consell Directiu, per majoria de dues terceres parts.

## Òrgans de govern
Conforme els seus estatuts l'òrgan suprem de l'Acadèmia és l'Assemblea General, integrada pels membres numeraris, en tant els membres d'altres categories només podran participar amb veu però sense vot i sense poder ser elegits per a cap càrrec (articles 14 a 20).
Hi ha també una Comissió per cada especialitat reconeguda en els articles 4* i 5* dels estatuts, formada per sis membres triats en l'Assemblea General exclusivament pels membres numeraris d'aquesta especialitat. Aquestes Comissions d'Especialitat tenen caràcter consultiu (arts. 21 a 23).
La direcció i administració està a càrrec d'un Consell Directiu composta per un President i dos Vicepresidents (1r i 2n respectivament), Secretari, Tresorer i 6 (sis) vocals, triats tots per l'Assemblea General, als quals s'agregaran com a vocals vitalicis els Presidents del Consell una vegada finalitzat el seu mandat (arts. 24 a 39).
Es preveu també una Secretaria Tècnica dependent directament del president del Consell Directiu, entre les funcions del qual es troba la direcció del personal administratiu de l'Acadèmia. Es tria també una Comissió Fiscalitzadora amb funcions de control (arts. 40 a 44).

## Primera Comissió Directiva
Els fundadors van triar com a primera Comissió Directiva la integrada per Norma Aleandro (president), Marcelo Piñeyro (vicepresident primer), Cecilia Roth (vicepresident segon), Pablo Bossi (secretari), Pablo Rovito (tresorer) i els vocals Mercedes Alfonsín, Daniel Burman, Félix Monti, Luis Puenzo, Leonardo Sbaraglia i Pablo Trapero.

## Antecedents
Aquesta Acadèmia té com a antecedent a la Acadèmia d'Arts i Ciències Cinematogràfiques de l'Argentina fundada el 22 de novembre de 1941, el primer Consell del qual Directiu estava integrat per l'actor i director Mario Soffici (president) i el periodista i guionista Chas de Cruz i l'empresari Carlos Connio Santini, dels Laboratoris Alex, com a secretaris. L'Acadèmia va subsistir entre la seva fundació en 1941 i la seva dissolució en 1955, i també atorgava premis a la producció cinematogràfica argentina, dient-se aquells llavors Premis Cóndor Acadèmic.
Amb l'avanç del govern peronista en el poder, l'Acadèmia va anar adquirint un matís cada vegada més polititzat i va haver-hi els qui van acusar que directius de la mateixa rebien favors de l'Estat en matèria de crèdits i pel·lícula verge (que escassejava ja des de la guerra), tal com per exemple se suggereix en el film Ay, Juancito, d'Héctor Olivera. El govern sorgit del cop d'estat de setembre de 1955 va disposar la dissolució d'aquesta Acadèmia.

## Atorgament de premis i selecció de pel·lícules
Una de les funcions de l'Acadèmia és la selecció de les pel·lícules argentines que competeixen pels premis atorgats per altres Acadèmies que ho requereixin, com per exemple l'Óscar de l'Acadèmia de Hollywood, el Premis Goya atorgat per l'Acadèmia de les Arts i les Ciències Cinematogràfiques d'Espanya i el Premis Ariel atorgat per l'Acadèmia Mexicana d'Arts i Ciències Cinematogràfiques.
L'Acadèmia ha instituït els Premis Sur en les següents categories:
- Millor pel·lícula.
- Opera prima.
- Millor direcció.
- Millor actriu.
- Millor actor.
- Millor actriu de repartiment.
- Millor actor de repartiment.
- Millor actriu revelació.
- Millor actor revelació.
- Millor guió original.
- Millor guió adaptat.
- Millor fotografia.
- Millor muntatge.
- Millor direcció artística.
- Millor disseny de vestuari.
- Millor música original.
- Millor so.
- Millor pel·lícula estrangera.
- Millor pel·lícula documental.
- Millor maquillatge i caracterització.

## Publicacions
Des d'abril de 2008 l'Acadèmia publica La República del Cine.